# Feliks Szlachtowski
Feliks Szlachtowski (ur. 20 listopada 1820 we Lwowie, zm. 11 marca 1896 w Wojsławiu koło Mielca) – prawnik, prezydent Krakowa w latach 1884–1893, członek honorowy Towarzystwa Gimnastycznego „Sokół” w Krakowie.

## Życiorys
Studia prawnicze ukończył w 1842 na Uniwersytecie Lwowskim, trzy lata później uzyskał doktorat. Pracował jako urzędnik sądowy we Lwowie, Czerniowcach i Złoczowie. Po uzyskaniu nominacji na adwokata krajowego w 1861 zamieszkał w Krakowie i tutaj otworzył prywatną praktykę adwokacką.
W latach 1862–1870 wykładał jako profesor na Wydziale Prawa UJ, od 1872 był członkiem Akademii Umiejętności.
W 1866 został członkiem Rady Miejskiej Krakowa. W latach 1869–1873 pełnił funkcję wiceprezydenta Krakowa, będąc najbliższym współpracownikiem prezydenta Józefa Dietla.
W latach 1879–1885 był wiceprezesem, a następnie do 1892 prezesem krakowskiej Kasy Oszczędności. Od 1887 pełnił funkcję prezesa Towarzystwa Muzycznego w Krakowie. W latach 1874–1881 był członkiem rady nadzorczej Galicyjskiego Banku dla Handlu i Przemysłu, zasiadał we władzach Towarzystwa Kredytowego Ziemskiego.

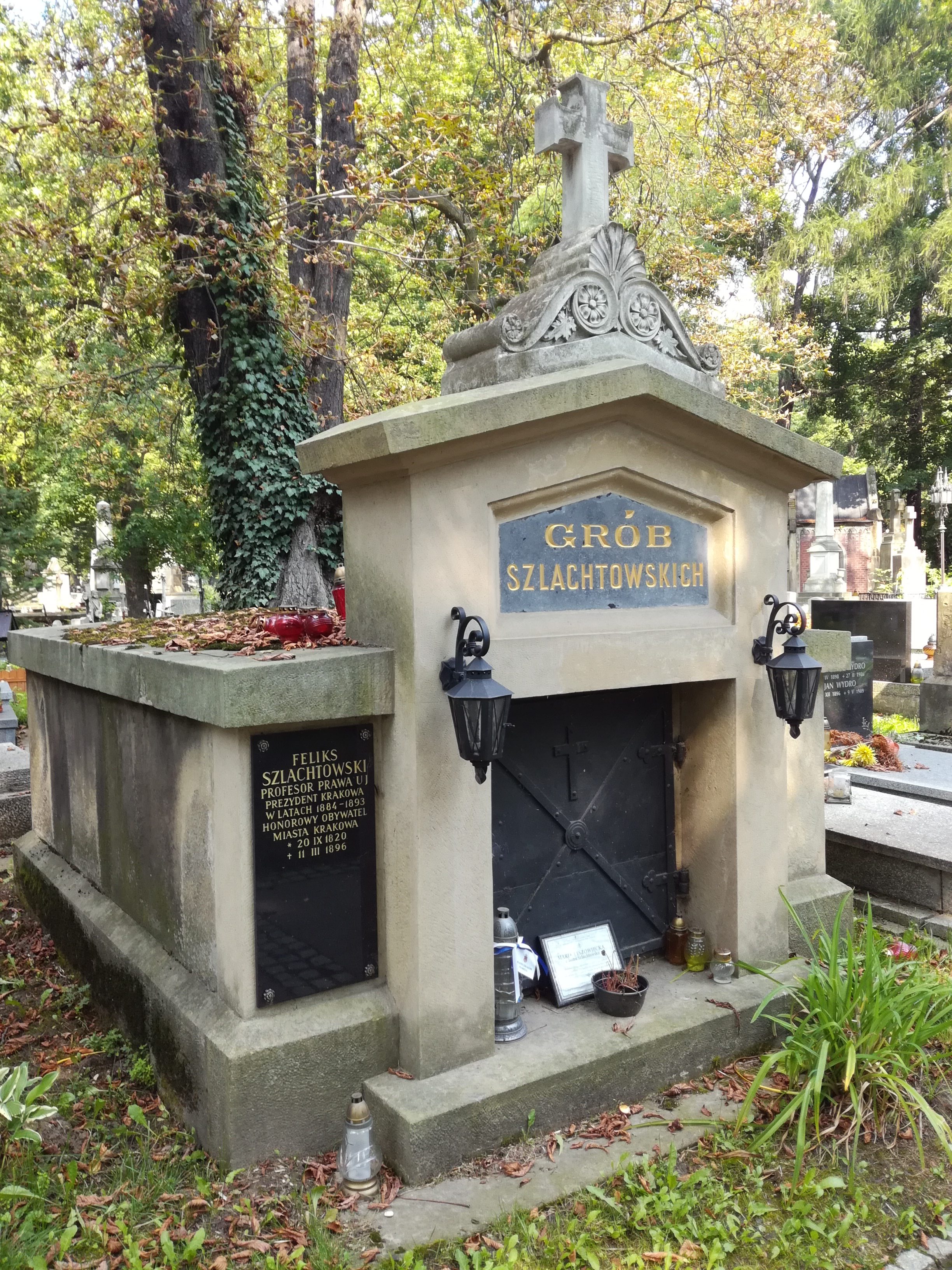
Grób prof. Feliksa Szlachtowskiego na cmentarzu Rakowickim

17 września 1884 sam został zaprzysiężony na funkcję prezydenta Krakowa, ponownie wybrany w dniu 3 grudnia 1890 na tym stanowisku pozostał do 10 maja 1893, w którym to dniu złożył rezygnację z funkcji prezydenta miasta.
Za czasów jego prezydentury w Krakowie: 
- wybudowano Teatr Miejski (dziś Teatr im. Juliusza Słowackiego).
- Uniwersytet Jagielloński otrzymał nowy budynek Collegium Novum, Drukarnia Uniwersytecka przeniosła się do nowego, własnego budynku przy ul. Czapskich.
- na Wawel do Katedry sprowadzono prochy Adama Mickiewicza.
- W 1886, po wygaśnięciu 25-letniego kontraktu, wykupiono z rąk Towarzystwa Dessauskiego miejską gazownię i rozpoczęło prowadzić ją na własny rachunek.
- Wybudowano i oddano do użytku nowy gmach urzędu pocztowego (obecna Poczta Główna).
- Otwarto Park Miejski im. dr. Henryka Jordana.

W uznaniu zasług otrzymał tytuł szlachecki od cesarza Franciszka Józefa I, a 2 lutego 1894 miasto Kraków nadało mu honorowe obywatelstwo.
Pochowany został na cmentarzu Rakowickim (kwatera S-wsch.-3).